# Preikestolen
Preikestolen là một vách đá dốc đứng có độ cao 604 m nằm trên Lysefjorden, đối diện với cao nguyên Kjerag, trong Forsand, Ryfylke, Na Uy. Đỉnh của vách đá có độ rộng khoảng 25 m x 25 m và gần như bằng phẳng. Du lịch tại khu vực ngày càng tăng, khoảng năm 2012, cao nguyên là mỗi năm thu hút từ 150.000 đến 200.000 người đến đây, họ đi bộ và leo 3,8 km lên đỉnh này.